# Apassalus diffusus
Apassalus diffusus är en akantusväxtart som beskrevs av Clarence Emmeren Kobuski. Apassalus diffusus ingår i släktet Apassalus och familjen akantusväxter. Utöver nominatformen finns också underarten A. d. glabratus.